# Метод золотого сечения
Метод золотого сечения — метод поиска экстремума действительной функции одной переменной на заданном отрезке. В основе метода лежит принцип деления отрезка в пропорциях золотого сечения. Является одним из простейших вычислительных методов решения задач оптимизации. Впервые представлен Джеком Кифером в 1953 году.

## Описание метода
Пусть задана унимодальная функция {\displaystyle f(x):\;[a,\;b]\to \mathbb {R} ,\;f(x)\in \mathrm {C} ([a,\;b])}. Тогда для того, чтобы найти неопределённое значение этой функции на заданном отрезке, отвечающее критерию поиска (пусть это будет минимум), рассматриваемый отрезок делится в пропорции золотого сечения в обоих направлениях, то есть выбираются две точки {\displaystyle x_{1}} и {\displaystyle x_{2}} такие, что: 
{\displaystyle {\frac {b-a}{b-x_{1}}}={\frac {b-a}{x_{2}-a}}=\Phi ={\frac {1+{\sqrt {5}}}{2}}=1.618\ldots }, где {\displaystyle \Phi } — пропорция золотого сечения. 

Таким образом: 

{\displaystyle {\begin{array}{ccc}x_{1}&=&b-{\frac {(b-a)}{\Phi }}\\x_{2}&=&a+{\frac {(b-a)}{\Phi }}\end{array}}}
То есть точка {\displaystyle x_{1}} делит отрезок {\displaystyle [a,\;x_{2}]} в отношении золотого сечения. Аналогично {\displaystyle x_{2}} делит отрезок {\displaystyle [x_{1},\;b]} в той же пропорции. Это свойство и используется для построения итеративного процесса.

### Алгоритм
1. На первой итерации заданный отрезок делится двумя симметричными относительно его центра точками и рассчитываются значения в этих точках.
2. После чего тот из концов отрезка, к которому среди двух вновь поставленных точек ближе оказалась та, значение в которой максимально (для случая поиска минимума), отбрасывают.
3. На следующей итерации в силу показанного выше свойства золотого сечения уже надо искать всего одну новую точку.
4. Процедура продолжается до тех пор, пока не будет достигнута заданная точность.

### Формализация
1. Шаг 1. Задаются начальные границы отрезка {\displaystyle a,\;b} и точность {\displaystyle \varepsilon }.
2. Шаг 2. Рассчитывают начальные точки деления: {\displaystyle x_{1}=b-{\frac {(b-a)}{\Phi }},\quad x_{2}=a+{\frac {(b-a)}{\Phi }}} и значения в них целевой функции: {\displaystyle y_{1}=f(x_{1}),\;y_{2}=f(x_{2})}.
  - Если {\displaystyle y_{1}\geq y_{2}} (для поиска max изменить неравенство на {\displaystyle y_{1}\leq y_{2}}), то {\displaystyle a=x_{1}}
  - Иначе {\displaystyle b=x_{2}}.
3. Шаг 3.
  - Если {\displaystyle |b-a|<\varepsilon }, то {\displaystyle x={\frac {a+b}{2}}} и останов.
  - Иначе возврат к шагу 2.

Алгоритм взят из книги Мэтьюза и Финка «Численные методы. Использование MATLAB».

Реализация данного алгоритма на языке F#, в которой значения целевой функции используются повторно:
```
let
 
phi
 
=
 
0
.
5
 
*
 
(
1
.
0
 
+
 
sqrt
 
5
.
0
)

let
 
minimize
 
f
 
eps
 
a
 
b
 
=
 

    
let
 
rec
 
min_rec
 
f
 
eps
 
a
 
b
 
fx1
 
fx2
 
=
 

        
if
 
b
 
-
 
a
 
<
 
eps
 
then
 

            
0
.
5
 
*
 
(
a
 
+
 
b
)

        
else
 

            
let
 
t
 
=
 
(
b
 
-
 
a
)
 
/
 
phi

            
let
 
x1
,
 
x2
 
=
 
b
 
-
 
t
,
 
a
 
+
 
t

            
let
 
fx1
 
=
 
match
 
fx1
 
with
 
Some
 
v
 
->
 
v
 
|
 
None
 
->
 
f
 
x1

            
let
 
fx2
 
=
 
match
 
fx2
 
with
 
Some
 
v
 
->
 
v
 
|
 
None
 
->
 
f
 
x2

            
if
 
fx1
 
>=
 
fx2
 
then

                
min_rec
 
f
 
eps
 
x1
 
b
 
(
Some
 
fx2
)
 
None

            
else

                
min_rec
 
f
 
eps
 
a
 
x2
 
None
 
(
Some
 
fx1
)

    
min_rec
 
f
 
eps
 
(
min
 
a
 
b
)
 
(
max
 
a
 
b
)
 
None
 
None

// Примеры вызова:

minimize
 
cos
 
1
e
-
6
 
0
.
0
 
6
.
28
 
|>
 
printfn
 
"%.10g"

// = 3.141592794; функция f вызвана 34 раза.

minimize
 
(
fun
 
x
 
->
 
(
x
 
-
 
1
.
0
)**
2
.
0
)
 
1
e
-
6
 
0
.
0
 
10
.
0
 
|>
 
printfn
 
"%.10g"

// = 1.000000145; функция f вызвана 35 раз.

```

## Метод чисел Фибоначчи
В силу того, что в асимптотике {\displaystyle \Phi =\lim _{n\to \infty }{\frac {F_{n+1}}{F_{n}}}}, метод золотого сечения может быть трансформирован в так называемый метод чисел Фибоначчи. Однако при этом в силу свойств чисел Фибоначчи количество итераций строго ограничено. Это удобно, если сразу задано количество возможных обращений к функции.

### Алгоритм
1. Шаг 1. Задаются начальные границы отрезка {\displaystyle a,\;b} и число итераций {\displaystyle n}, рассчитывают начальные точки деления: {\displaystyle x_{1}=a+(b-a){\frac {F_{n-2}}{F_{n}}},\quad x_{2}=a+(b-a){\frac {F_{n-1}}{F_{n}}}} и значения в них целевой функции: {\displaystyle y_{1}=f(x_{1}),\;y_{2}=f(x_{2})}.
2. Шаг 2. {\displaystyle n=n-1}.
  - Если {\displaystyle y_{1}>y_{2}}, то {\displaystyle a=x_{1},\;x_{1}=x_{2},\;x_{2}=b-(x_{1}-a),\;y_{1}=y_{2},\;y_{2}=f(x_{2})}.
  - Иначе {\displaystyle b=x_{2},\;x_{2}=x_{1},\;x_{1}=a+(b-x_{2}),\;y_{2}=y_{1},\;y_{1}=f(x_{1})}.
3. Шаг 3.
  - Если {\displaystyle n=1}, то {\displaystyle x={\frac {x_{1}+x_{2}}{2}}} и остановка.
  - Иначе возврат к шагу 2.